# Polythysana
Polythysana är ett släkte av fjärilar. Polythysana ingår i familjen påfågelsspinnare.
Kladogram enligt Catalogue of Life:
| Polythysana | \| \| Polythysana albescens \| \| \| \| \| \| Polythysana andromeda \| \| \| \| \| \| Polythysana apollina \| \| \| \| \| \| Polythysana cinerascens \| \| \| \| \| \| Polythysana edmondsii \| \| \| \| \| \| Polythysana rhodocera \| \| \| \| \| \| Polythysana rhodoessa \| \| \| \| \| \| Polythysana rubrescens \| \| \| \| |
|             | \| \| Polythysana albescens \| \| \| \| \| \| Polythysana andromeda \| \| \| \| \| \| Polythysana apollina \| \| \| \| \| \| Polythysana cinerascens \| \| \| \| \| \| Polythysana edmondsii \| \| \| \| \| \| Polythysana rhodocera \| \| \| \| \| \| Polythysana rhodoessa \| \| \| \| \| \| Polythysana rubrescens \| \| \| \| |
|             | Polythysana albescens |
|             | |
|             | Polythysana andromeda |
|             | |
|             | Polythysana apollina |
|             | |
|             | Polythysana cinerascens |
|             | |
|             | Polythysana edmondsii |
|             | |
|             | Polythysana rhodocera |
|             | |
|             | Polythysana rhodoessa |
|             | |
|             | Polythysana rubrescens |
|             | |

## Bildgalleri

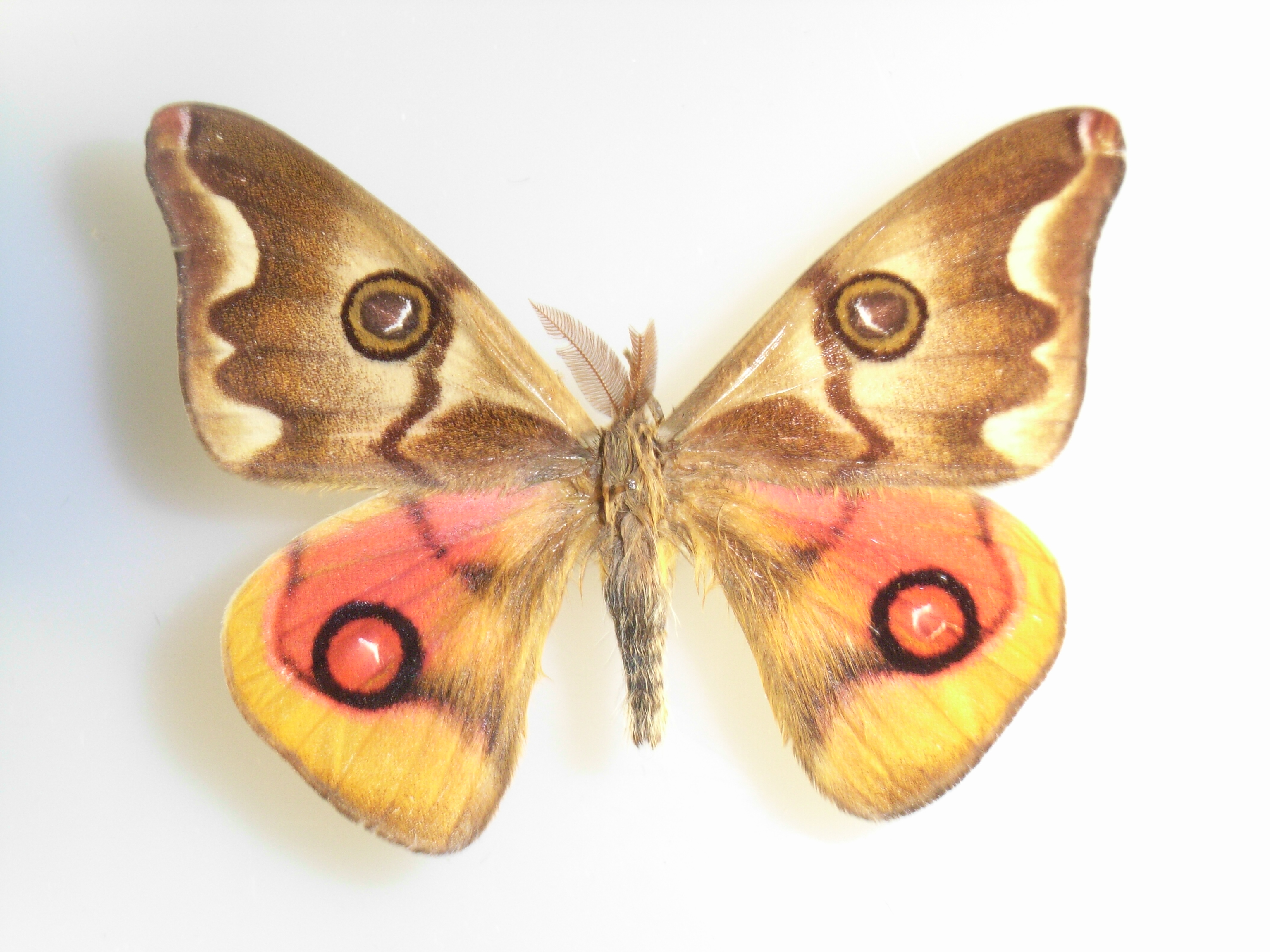